# Triteremella luisiae
Triteremella luisiae är en kvalsterart som först beskrevs av Sandór Mahunka 1974.  Triteremella luisiae ingår i släktet Triteremella och familjen Eremellidae. Inga underarter finns listade i Catalogue of Life.